# Municipio Villa Corona
Koordinaten: 20° 24′ N, 103° 40′ W
Villa Corona ist ein Municipio im mexikanischen Bundesstaat Jalisco in der Región Centro. Das Municipio hatte beim Zensus 2010 16.969 Einwohner; die Fläche des Municipios beträgt 319,1 km².
Größter Ort im Municipio und Verwaltungssitz ist das gleichnamige Villa Corona (bis 1918 Tizapanito genannt). Weitere Orte mit zumindest 1000 Einwohnern sind Estipac, Atotonilco el Bajo und Juan Gil Preciado. Das Municipio umfasst insgesamt 25 Ortschaften.
Das Municipio Villa Corona grenzt an die Municipios Cocula, San Martín Hidalgo, Tala, Acatlán de Jurárez, Zacoalco de Torres und Atemajac de Brizuela.
Das Gemeindegebiet liegt großteils auf 900 m bis 1500 m Höhe, im Süden erreichen die höchsten Gipfel eine Höhe von 2400 m. Je etwa 40 % der Gemeindefläche sind bewaldet bzw. werden landwirtschaftlich genutzt. Ein Zehntel der Fläche bildet die Laguna de Atotonilco.